# Gambische Botschaft in Brüssel

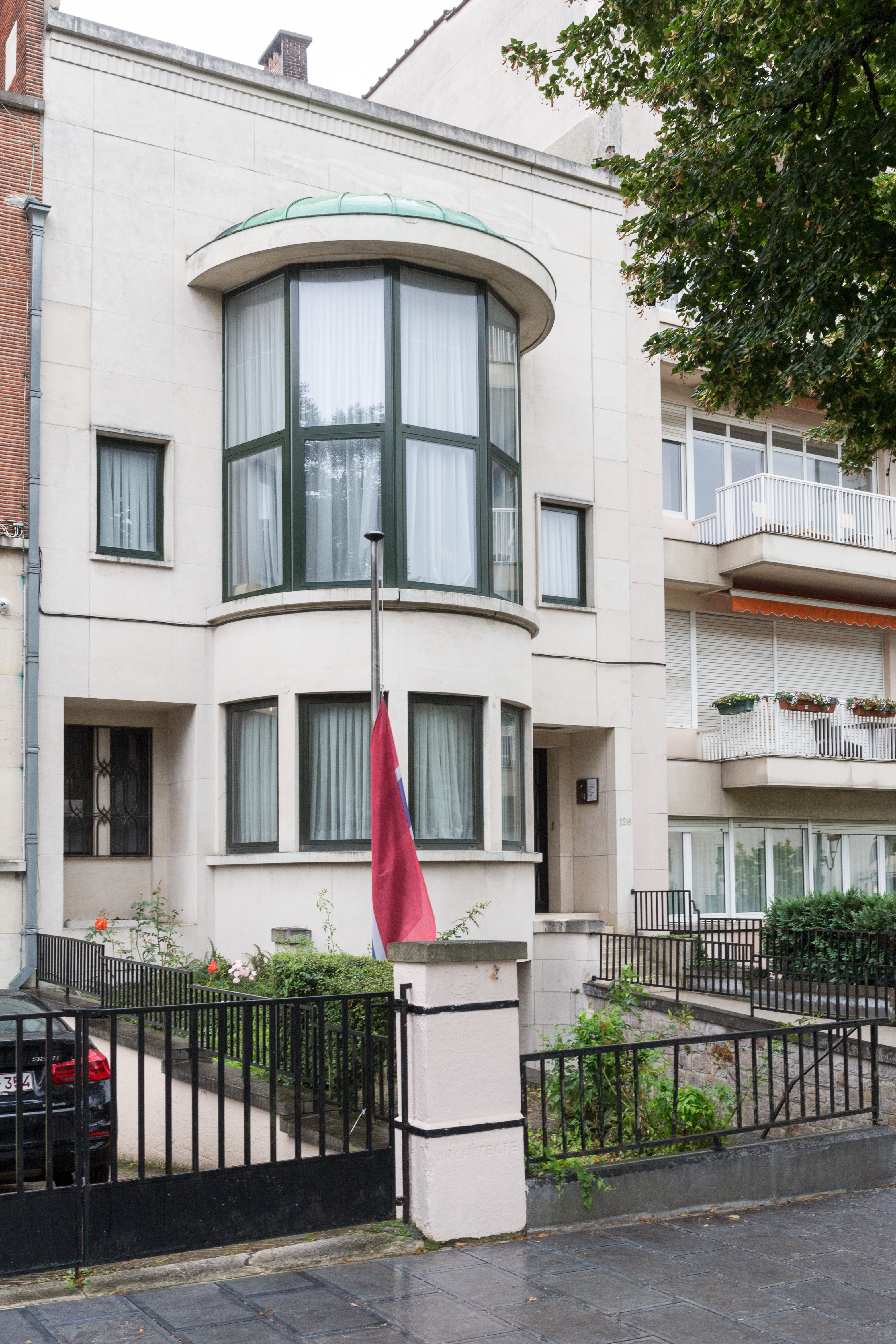
Gambische Botschaft in Brüssel

Die Gambische Botschaft in Brüssel ist die offizielle diplomatische Vertretung der Republik Gambia für Belgien und angrenzende Staaten wie beispielsweise Deutschland. Sie hat ihren Sitz in einem Mehrfamilienhaus in der Brüsseler Avenue Franklin D. Roosevelt. Amtierender Botschafter ist Pa Musa Jobarteh.

## Ständige Vertretungen bei internationalen Organisationen
Die Gambische Botschaft in Brüssel übernimmt neben der diplomatischen Zusammenarbeit mit den europäischen Staaten und den Konsularaufgaben weitere Aufgaben, so die Zusammenarbeit mit folgenden Organisationen:
- Europäische Union (EU)
- Gruppe der afrikanischen, karibischen und pazifischen Staaten (ACP)
- Organisation für das Verbot chemischer Waffen (OPCW) in Den Haag
- Welthandelsorganisation (WTO)
- Ernährungs- und Landwirtschaftsorganisation der Vereinten Nationen (FAO)
- Internationaler Gerichtshof (ICJ) in Den Haag
- Internationaler Strafgerichtshof (ICC) in Den Haag
- Internationaler Strafgerichtshof für das ehemalige Jugoslawien (ICTY)
- Weltzollorganisation (WCO)

## Honorarkonsulate
Honorarkonsulate, die der Botschaft in Brüssel unterstehen:
- in  Deutschland
  - Berlin
  - Frankfurt am Main
  - Köln
  - München
- in den  Niederlanden
  - Amsterdam
  - Rotterdam
- in  Polen
  - Warschau
- in  Luxemburg
  - Luxemburg